# Урумово
Уру́мово (рос. Урумово, чув. Кивĕ Ирчемес) — присілок у Чувашії Російської Федерації, у складі Іспуханського сільського поселення Красночетайського району.
Населення — 184 особи (2010; 238 в 2002, 411 в 1979, 625 в 1939, 380 в 1897, 293 в 1869, 214 в 1795).
Національний склад (2002):
- чуваші — 100 %

## Історія
Історичні назви — Вуруми, Урумова. До 1835 року селяни мали статус державних, до 1863 року — удільних, займались землеробством, тваринництвом. На початку 20 століття діяло 7 вітряків, водяний млин. 1929 року створено колгосп «Колективіст». До 1920 року присілок входив до складу Курмиської та Торханівської волостей Курмиського повіту (у період 1835–1863 років — у складі Курмиського удільного приказу), до 1927 року — до складу Торханівської та Красночетаївської волості Ядринського повіту. З переходом на райони 1927 року — спочатку у складі Красночетайського, у період 1962–1965 років — у складі Шумерлинського, після чого знову переданий до складу Красночетайського району.